# Vršac slott

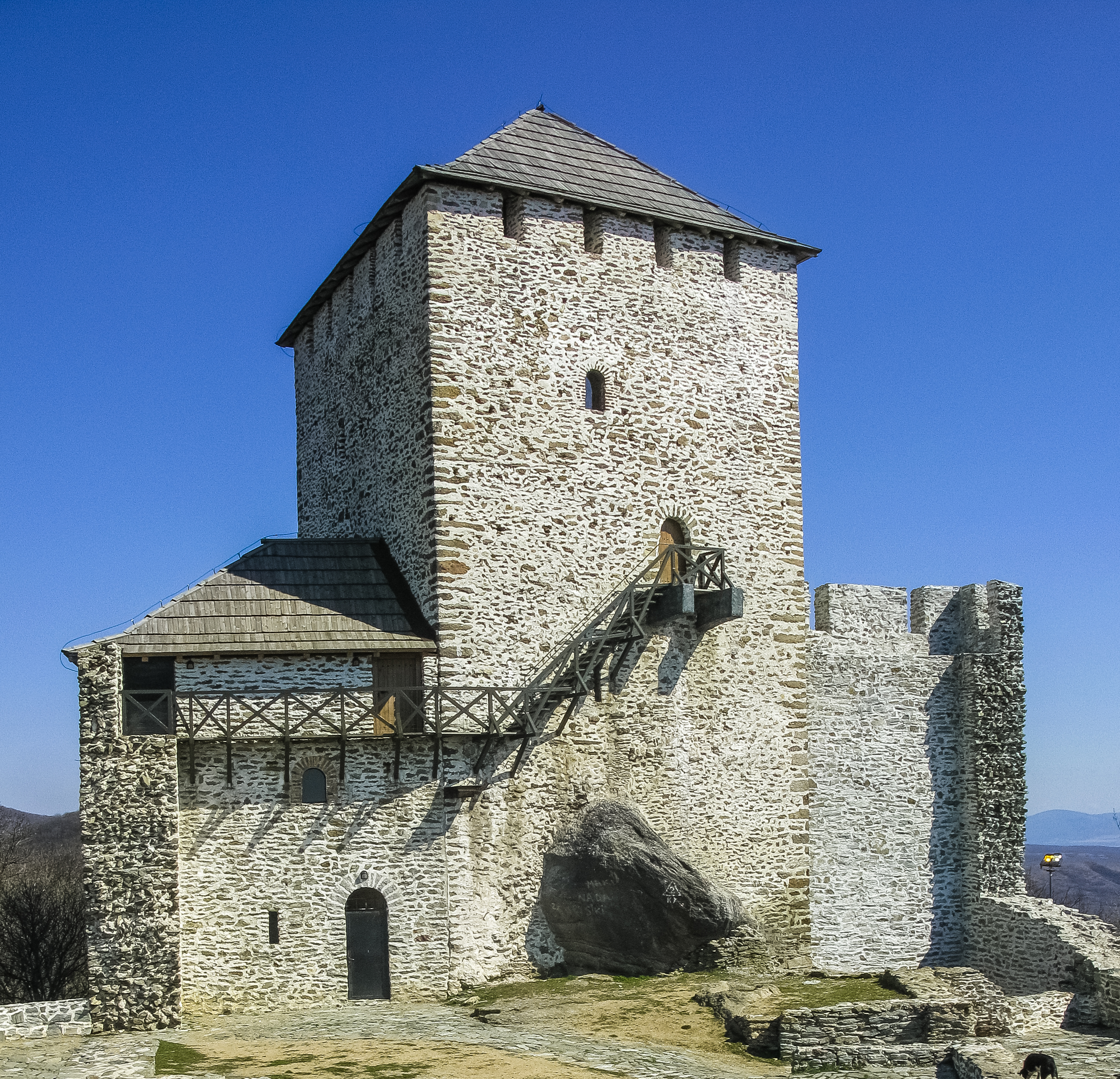
Slottet i Vršac

Vršac slott är beläget i den serbiska staden Vršac. Slottet uppfördes 1439 av den serbiske despoten Đurađ Branković sedan fästningen i Smederevo hade fallit i den turkiska armens händer tidigare samma år.
Endast kärntornet återstår av den ursprungliga byggnaden, men 2009 inleddes restaureringsarbeten som ämnar återställa hela byggnaden.